# Aleksandr Tutjkin
Aleksandr Arkadjevitj Tutjkin (ryska: Александр Аркадьевич Тучкин, belarusiska: Аляксанд(а)р Тучкін), född 15 juli 1964 i Lvov, Sovjetunionen (nuvarande Lviv, Ukraina), är en rysk-belarusisk tidigare handbollsspelare (högernia). Tutjkin var som spelare fruktad hos motståndarna för hans storlek (2,03 m) och sitt hårda skott.
Tutjkin representerade Sovjetunionens landslag 1986–1991, Vitryssland (Belarus) 1991–1995 och Ryssland 1999–2004.

## Handbollskarriär

### Klubblagsspel
Aleksandr Tutjkin hade en lång proffskarriär i Tyskland, Spanien och Grekland. Längst tid spelade han i det tyska klubblaget TUSEM Essen, 1990–1998.

### Landslagsspel
Med det sovjetiska och det ryska landslaget vann han OS-guld 1988 i Seoul och 2000 i Sydney. Vid OS 2004 i Aten var han med i truppen som vann brons. Han var då 40 år gammal. 

## Meriter
Klubblag
- Europacupmästare (nuvarande Champions League) tre gånger (1987, 1989 och 1990) med SKA Minsk
- Cupvinnarcupmästare 1988 med SKA Minsk
- Citycupmästare 1994 med TUSEM Essen
- Sovjetisk mästare fyra gånger (1985, 1986, 1988 och 1990) med SKA Minsk
- Tysk cupmästare två gånger (1991 och 1992) med TUSEM Essen
- Grekisk mästare 2003 med AC Filippos Verias
- Grekisk cupmästare 2003 med AC Filippos Verias

Landslag
- VM-guld U21 1985 i Italien
- OS-guld 1988 i Seoul
- VM-silver 1990 i Tjeckoslovakien
- VM-guld 1999 i Egypten
- EM-silver 2000 i Kroatien
- OS-guld 2000 i Sydney
- OS-guld 2004 i Aten